# Marcus Campbell
Marcus Campbell (ur. 22 września 1972) – szkocki snookerzysta. Mieszka w Dumbarton.
Rozpoczął profesjonalną karierę w 1991 roku. W ostatnich pięciu sezonach w rankingu głównym zajmował miejsca około 50. Obecnie zajmuje miejsce 40.
Prawdopodobnie jego największym i najsłynniejszym osiągnięciem jest zwycięstwo w 1998 roku 9-0 nad Stephenem Hendrym podczas turnieju Victoria UK Championship.
- Najlepsze miejsce w turnieju: Ćwierćfinał – Regal Scottish 1998
- Pieniądze zarobione w ubiegłym sezonie: £9,105
- Pieniądze zarobione podczas kariery: (przed rozpoczęciem sezonu 06/07): £249,695